# 水田天満宮
水田天満宮（みずたてんまんぐう）は、福岡県筑後市にある菅原道真を祭神とする神社（天満宮）。境内末社の恋木神社（こいのきじんじゃ）も縁結びの神社として有名。

## 歴史
社伝によれば1226年（嘉禄2年）、後堀河天皇の勅命により菅原道真の後裔で菅原氏長者（当主）菅原為長によって創建されたという。当地に太宰府天満宮の荘園で菅原氏一族の大鳥居氏が支配する「水田荘」があって、その鎮守であった。旧名は安楽寺所司神人所、老松宮など。太宰府に次ぐ九州第二の天満宮と称する。
江戸時代は史料上では「水田天神」の名で記載されている。田中忠政の代とされる「田中筑後守殿家人数並知行」に『千石　水田天神領』とあり、寺社としての序列は3位。田中氏断絶後、立花氏が柳川、有馬氏が久留米に入って筑後国が分割されて以降久留米藩主・柳川藩主等の帰依を得た。立花氏時代の柳川藩の資料「延宝九酉年知行取無足扶持方共」（1681年）に『同（高）五拾石　水田天神宮社領』とあり、柳河藩寺社では14位の位置付けで清水寺の下、祇園宮社の上に記載されている。
幕末期に久留米藩の尊王派学者・志士で久留米水天宮神職でもあった真木保臣（真木和泉守）が藩政改革の失敗により蟄居謹慎のため弟の大鳥居家（水田天満宮神職）に寄寓していた時に住んでいた家「山梔窩」（さんしか、福岡県指定史跡）が天満宮西側にある。住所は福岡県筑後市大字水田242番地1・242番地2である。

## 境内末社
恋木神社をはじめとして境内末社が多数ある。

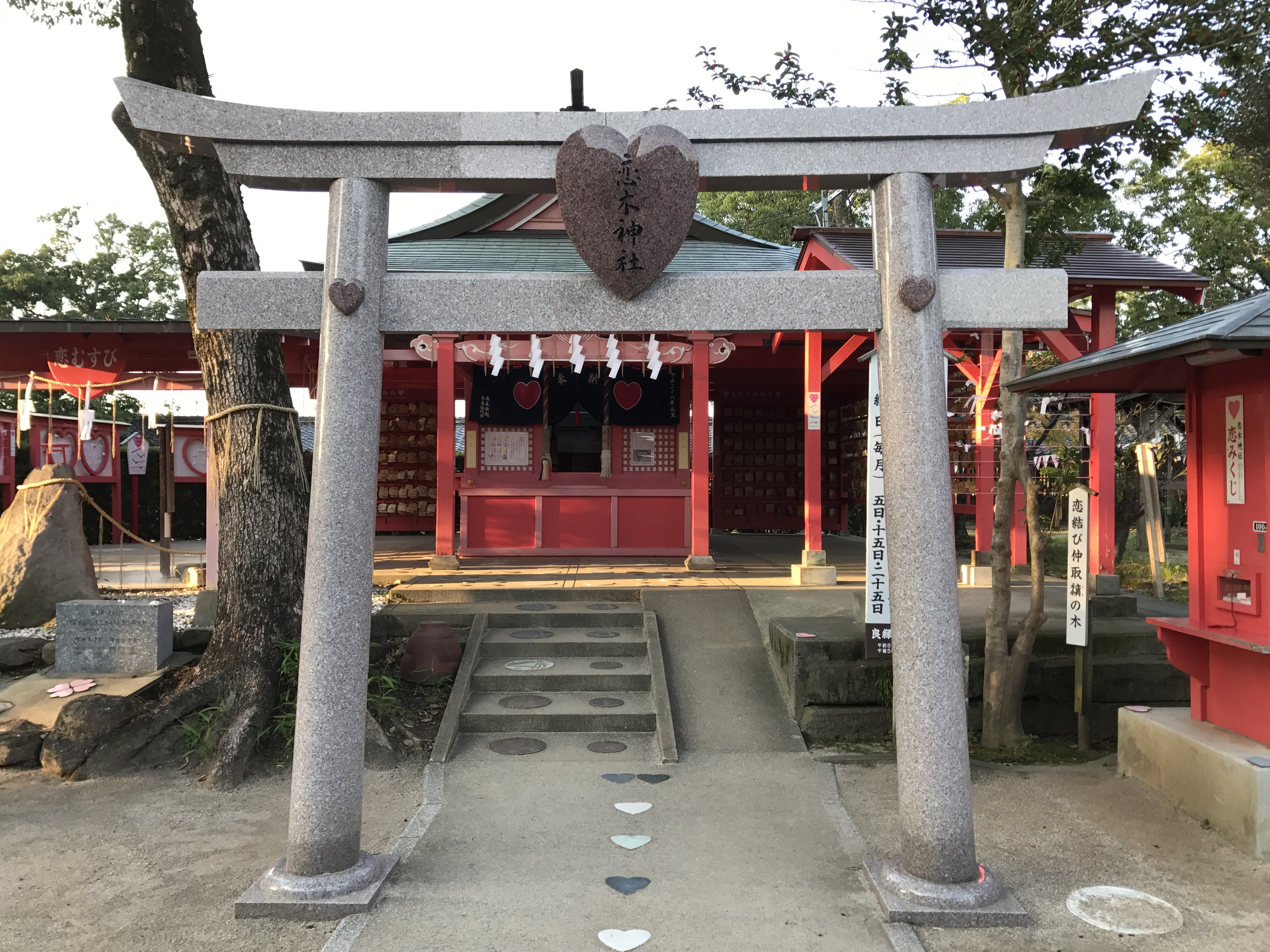
恋木神社

- 恋木神社・靖国神社・日吉神社・玉垂命神社・稲荷神社・今宮社・今尾社・若宮社・藤太夫社・菅公御子社・坂本社・天子社・八十御霊社・広門社・荒人社・八幡神社・素盞嗚神社・月読神社・屋須田神社・下宮御旅所

## 文化財

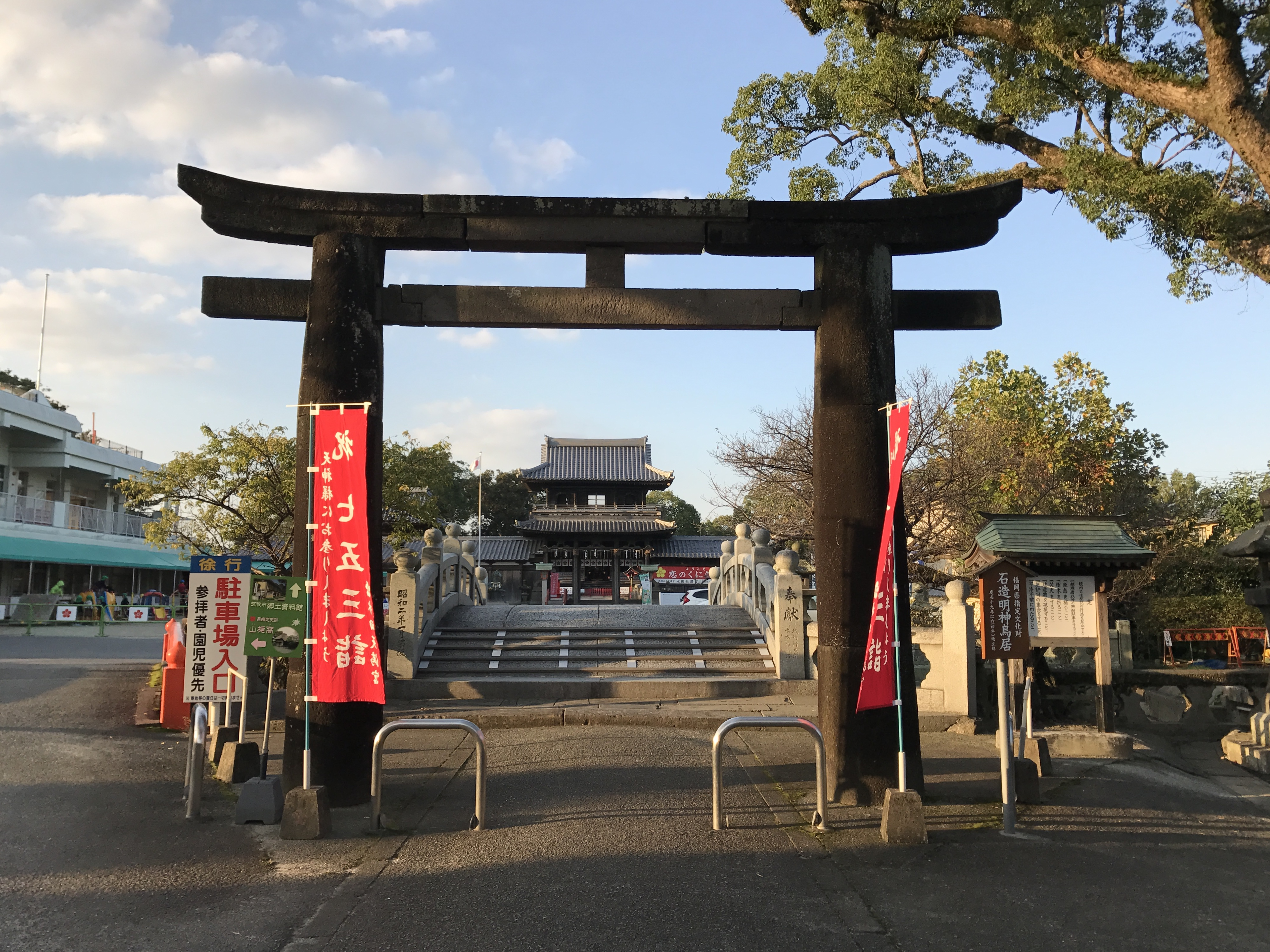
石鳥居

- 福岡県指定文化財
  - 本殿
  - 水田の石造鳥居
- 福岡県指定無形民俗文化財
  - 稚児風流
  - 千燈明

## 行事
- 1月1日 - 1月7日、7日初詣元旦祭り･学業合格厄除祈願祭
- 1月25日 - 1月26日、初天神開運大祭・商業繁栄開運祈願祭・書初め書道大会
- 2月25日、春祭梅花祭
- 3月3日、ひな祭・恋木神社良縁成就祭
- 2月25日、春祭梅花祭
- 6月25日、菅公生誕祭
- 6月30日、大祓祭
- 7月24日、夏越祭・茅輪神事（連歌会）
- 8月25日、千灯明花火大祭
- 10月25日、御神幸祭・稚児風流奉納
- 11月3日、恋木神社良縁成就祭
- 11月15日、七五三子供祭
- 11月25日、新穀感謝祭・神宮大麻頒布祭
- 12月31日、大祓祭

## 交通アクセス
- JR九州鹿児島本線羽犬塚駅から西鉄バス8番系統大野島農協前ゆき、もしくは西鉄天神大牟田線八丁牟田駅から西鉄バス8番系統羽犬塚駅前行きに乗車し「水田天満宮・恋木神社前」下車すぐ。
  - ※平日・土日祝日とも12時以降に運行される便のみ経由する。午前中は「筑後市立病院前」バス停が最寄り（約800m）。
- マイカーの場合、九州自動車道八女インターチェンジから約4㎞。

## 周辺施設
- 筑後市郷土資料館
- 山梔窩歴史交流館

## 注
1. ↑  安楽寺は太宰府天満宮の神宮寺名